# Vieille synagogue de Sarajevo
La vieille synagogue de Sarajevo est située en Bosnie-Herzégovine, sur le territoire de la Ville de Sarajevo. Construite en 1581, elle est inscrite sur la liste des monuments nationaux de Bosnie-Herzégovine.
Ancienne synagogue séfarade, elle abrite aujourd'hui le Musée juif de Bosnie-Herzégovine.

## Localisation

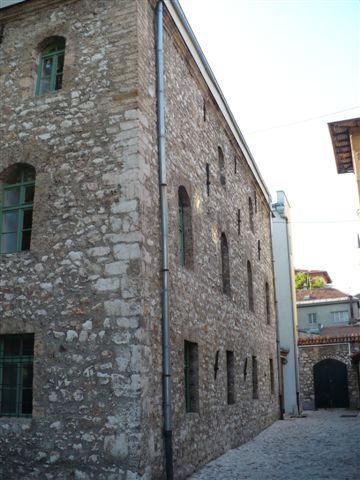
Autre vue de la synagogue

## Histoire
En 1920, le musée abrite une exposition marquant les 75 ans de libération des camps de l'Allemagne nazie principalement.
Hommage est également rendu aux hommes et aux femmes qui ont participé à l'animation de la communauté et de la ville.
Un hommage particulier est rendu à Samuel Eleazar (1902-1989), éditeur d'une version bilingue (ladino et serbo-croate)  du Romancero judéo-espagnol.

## Architecture

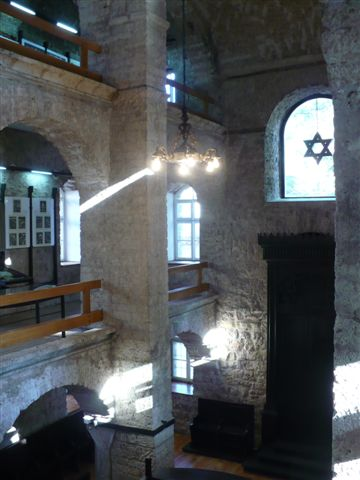
L'intérieur de la synagogue